# Pont de Verdun
Le pont de Verdun est un pont traversant la Maine au centre d'Angers permettant de relier le centre-ville au quartier de La Doutre.

## Histoire
Il est le plus vieux passage d'une rive à l'autre de la Maine. S'il est possible que son emplacement date de l'époque gauloise, aucun élément ne permet de l'assurer. Il n'est attesté que durant le troisième quart du VIe siècle par Grégoire de Tours.
En 1028, le comte d'Anjou Foulque Nerra fait reconstruire en pierre ce pont qui enjambe la Maine entre la ville et l'autre rive qui n'était pas contrôlée par la ville. Il prend le nom de « Grand pont ». Comme les autres ponts européens de l'époque, des maisons y sont progressivement construites. La rue ainsi formée comprenait des moulins à eau, des pêcheries, ainsi que des orfèvres, comme nous le fait connaître Raoul de Dicet, archidiacre de Londres originaire de l'Anjou, dans le courant du XIIe siècle.
Il existait également autrefois le « Petit pont » qui permettait de relier l'île des Carmes à la Doutre. Ces deux ponts permettaient l'accès aux deux rives de la Maine de part et d'autre de l'ancienne île avant que cette dernière soit reliée par comblement du petit bras de la Maine, appelé également « canal de la Tannerie », à la Doutre en 1867.
Avec le développement de la ville, le « Grand pont » appelé « pont du centre » est de nouveau reconstruit au cours du XIXe siècle, cette fois sans maisons.
Il est renommé « pont de Verdun » avec l'érection de la statue du lieutenant-colonel Beaurepaire, officier de l'armée française, mort en 1792 à Verdun lors de la reddition de cette ville face aux Prussiens. Il ne s'agissait pas encore de commémorer la bataille de Verdun de 1916.

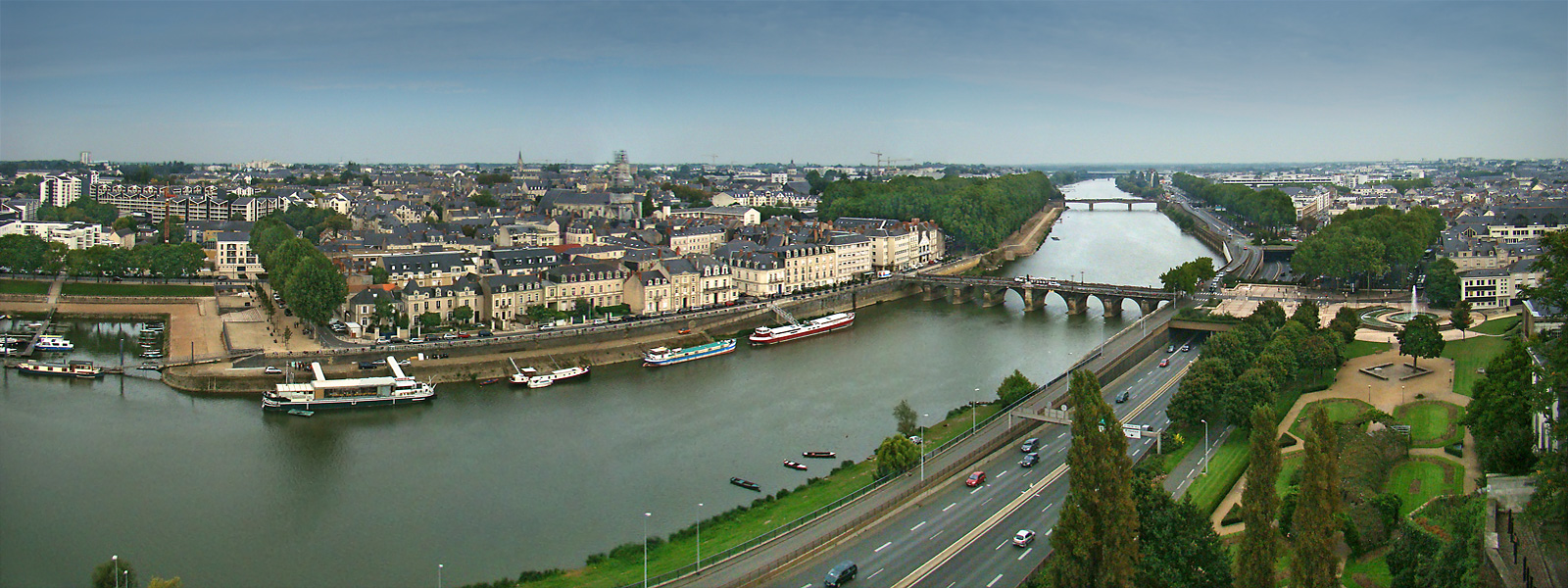
Les rives de la Maine vues depuis le Château d'Angers, avec le pont de Verdun au premier plan

## Descriptif
Le pont de Verdun relie la rue Beaurepaire sur la rive ouest dans le quartier de la Doutre, à la rue Baudrière et l'esplanade du Quai Jean-Turc sur la rive est.
Cet ouvrage est un pont à voûtes en maçonnerie de 105 m de long et qui dispose de deux voies de circulation pour automobiles ainsi que de deux trottoirs. Il possède 8 travées et 7 piles dans la Maine.

## Galerie

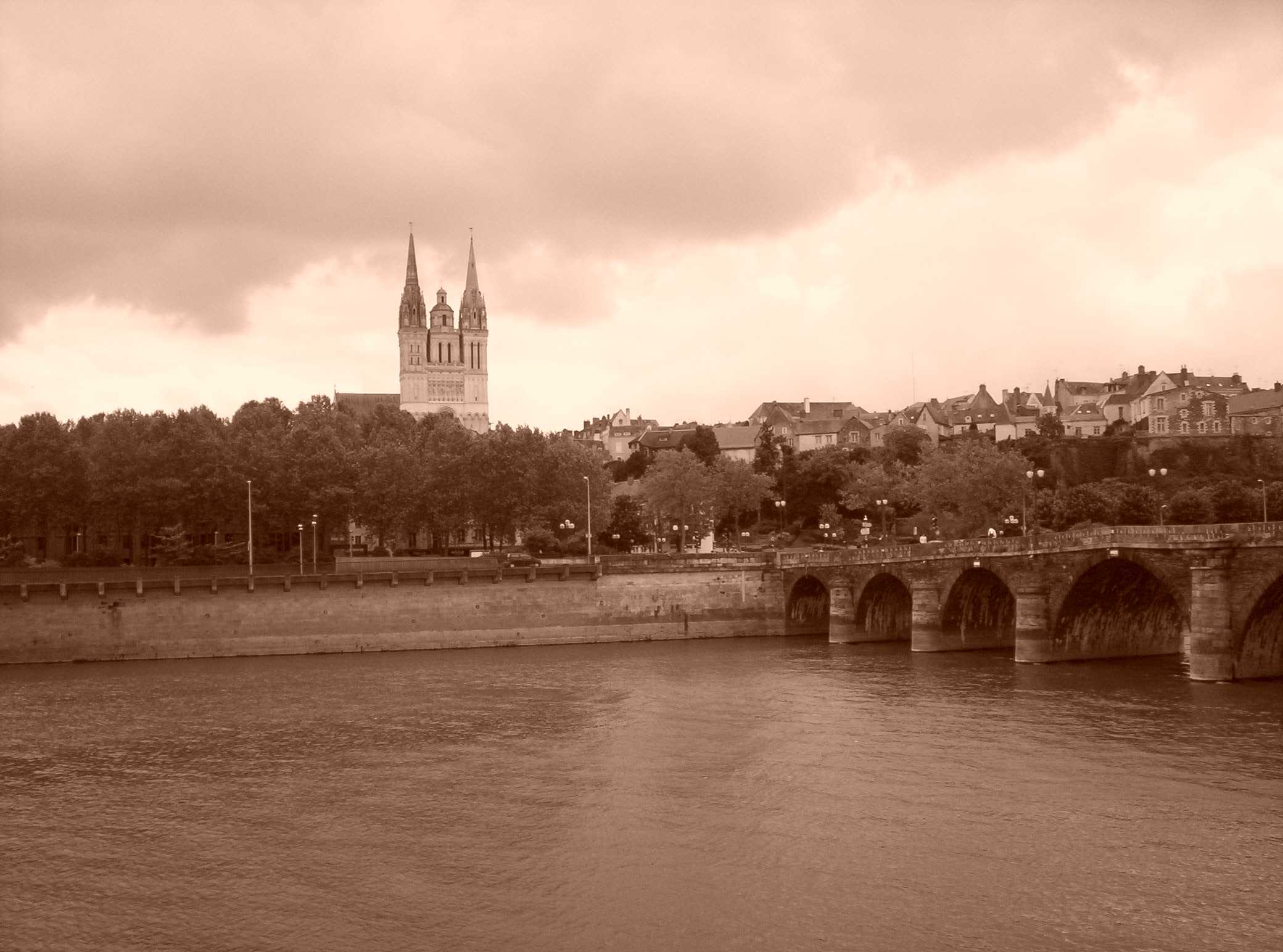
Le pont de Verdun face à la Cathédrale d'Angers
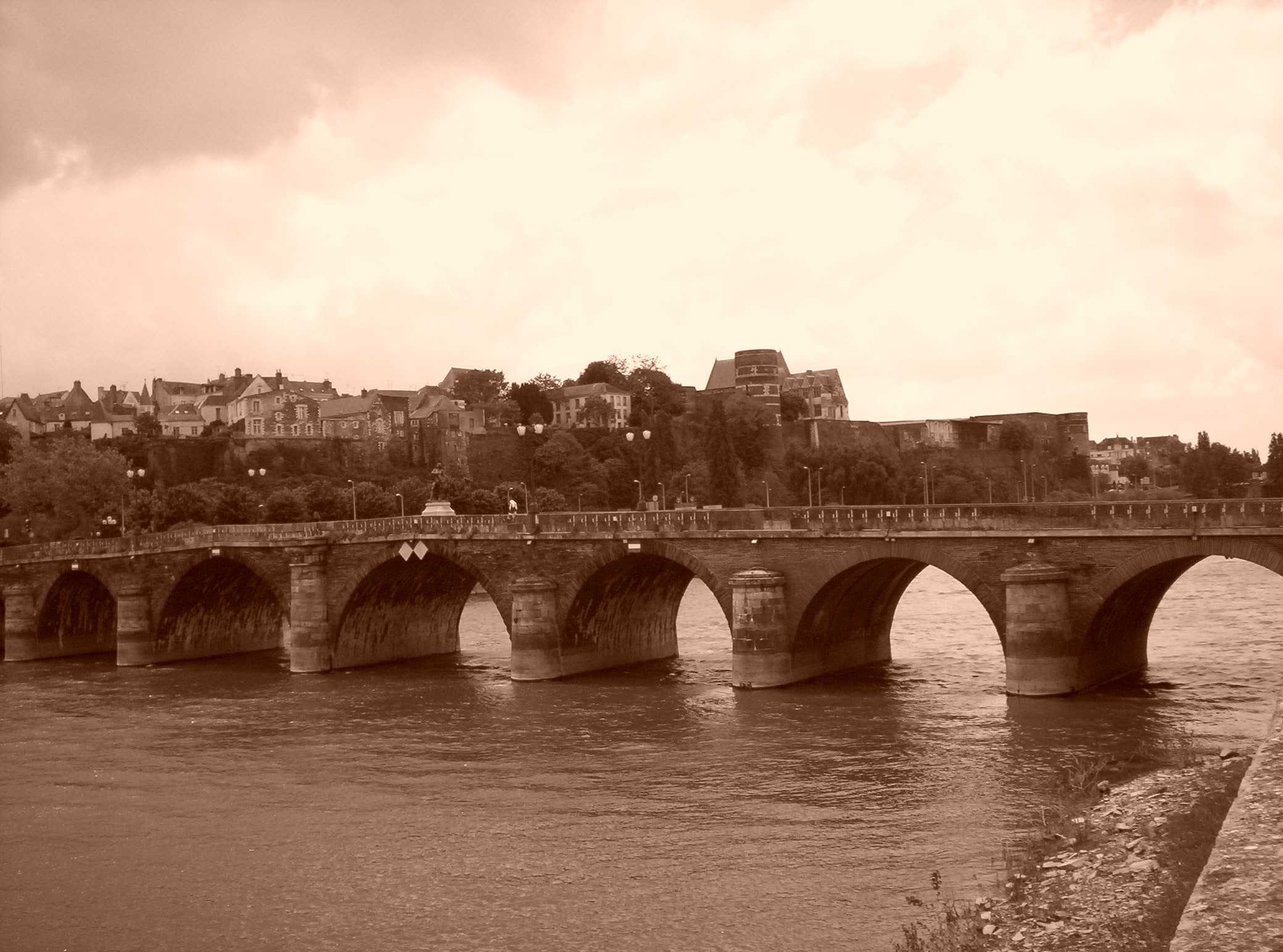
Le pont de Verdun et le château d'Angers
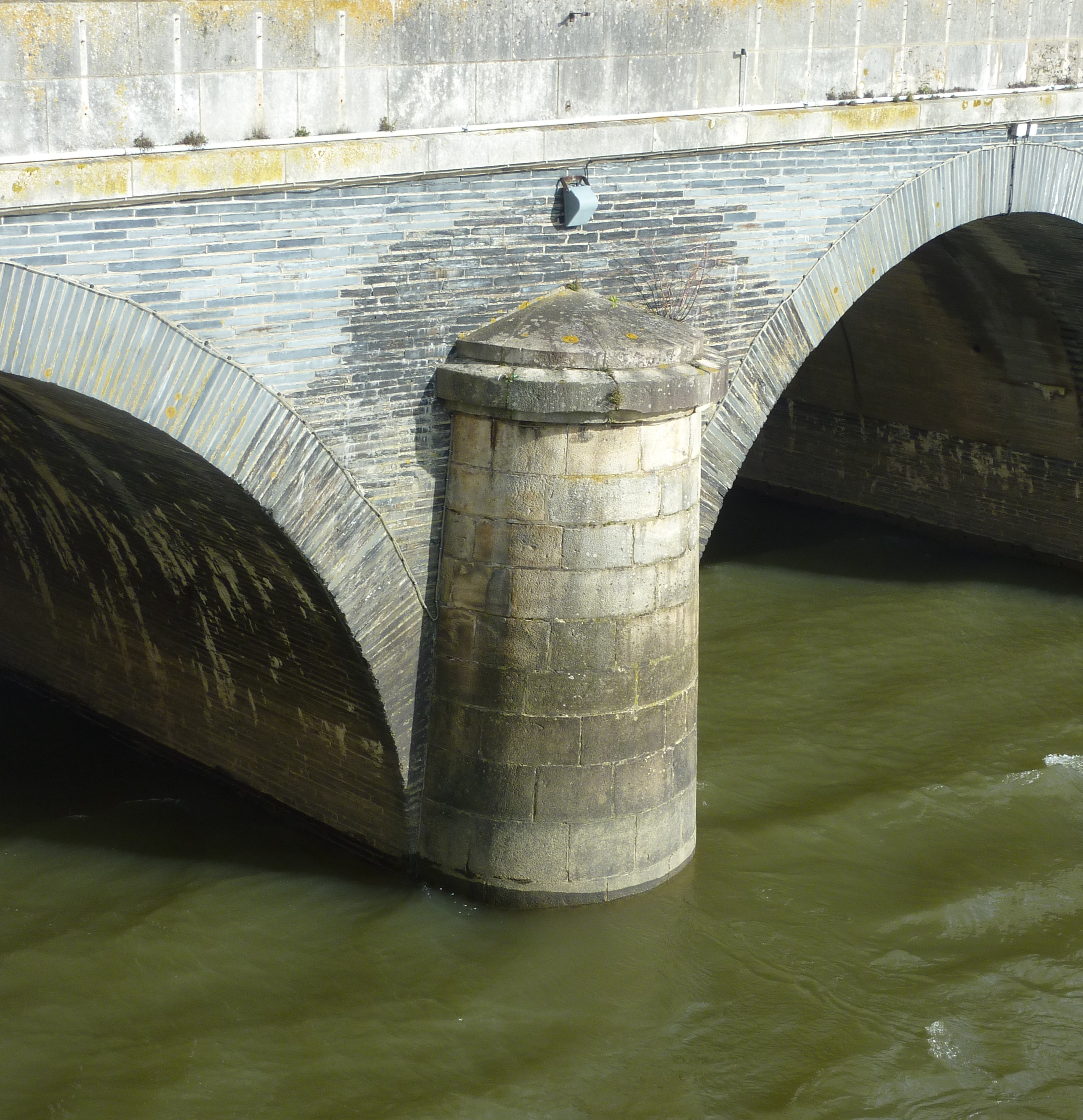
Détail d'une pile
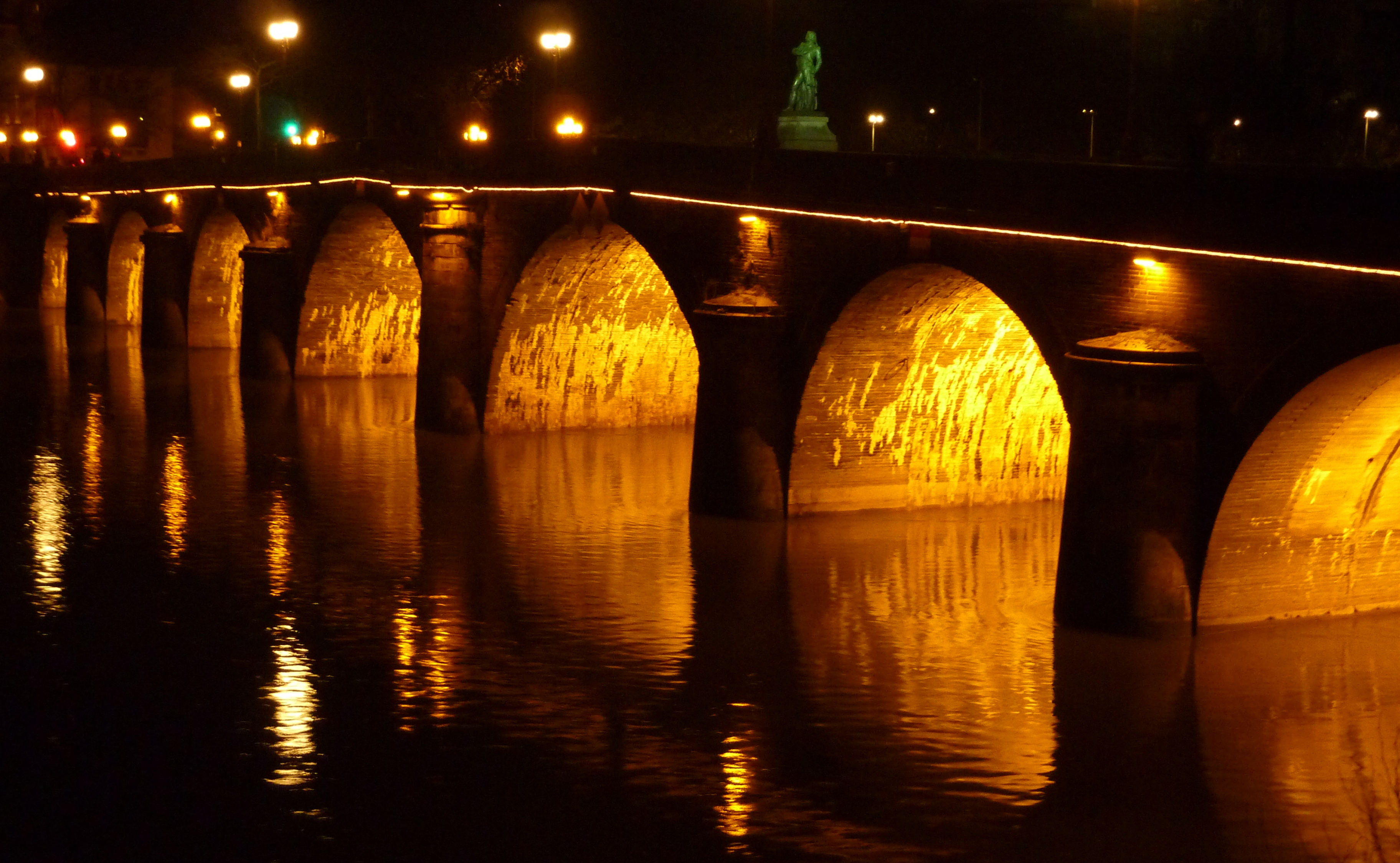
Vue de nuit depuis la Doutre
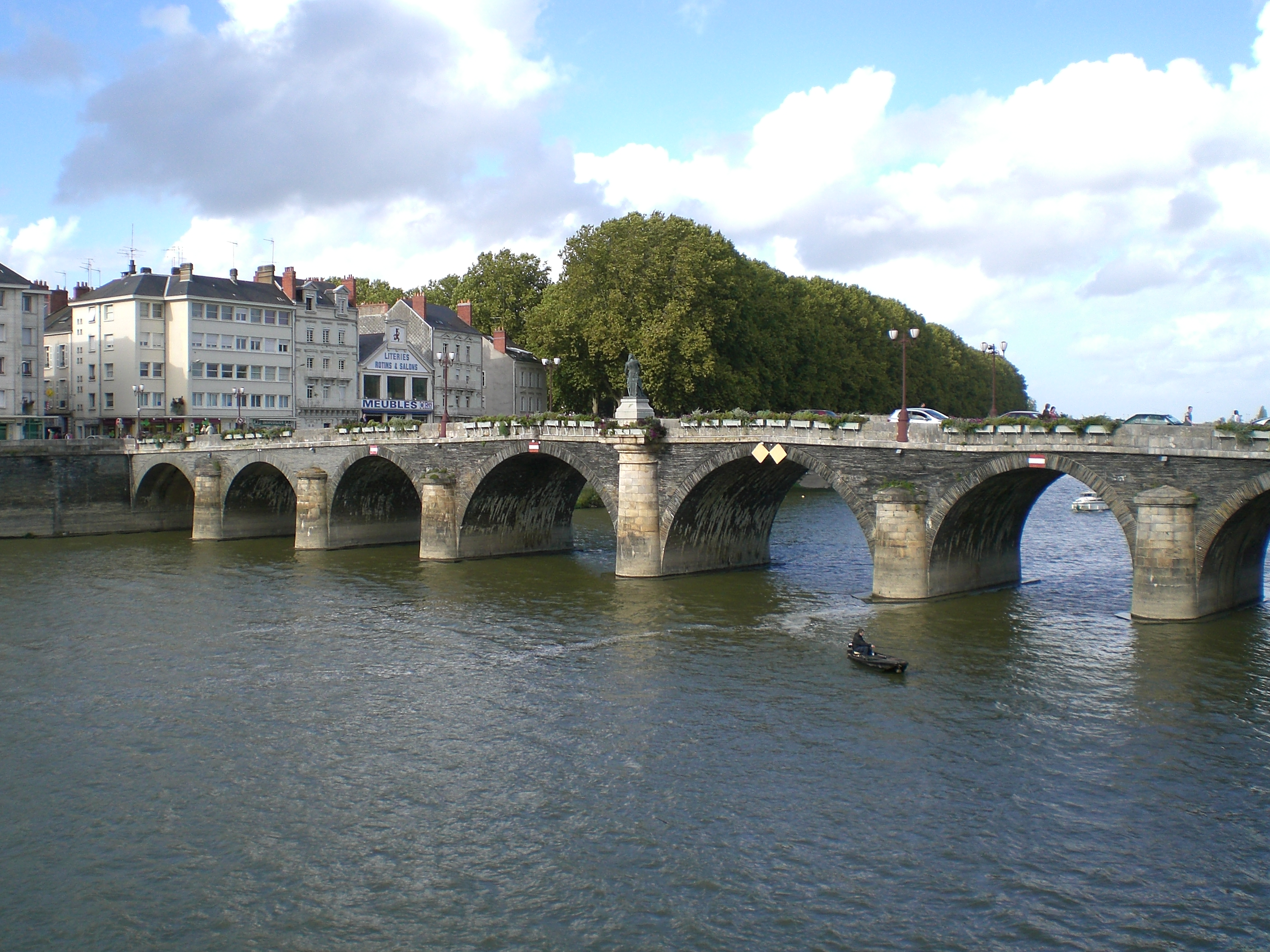
Vue d'ensemble
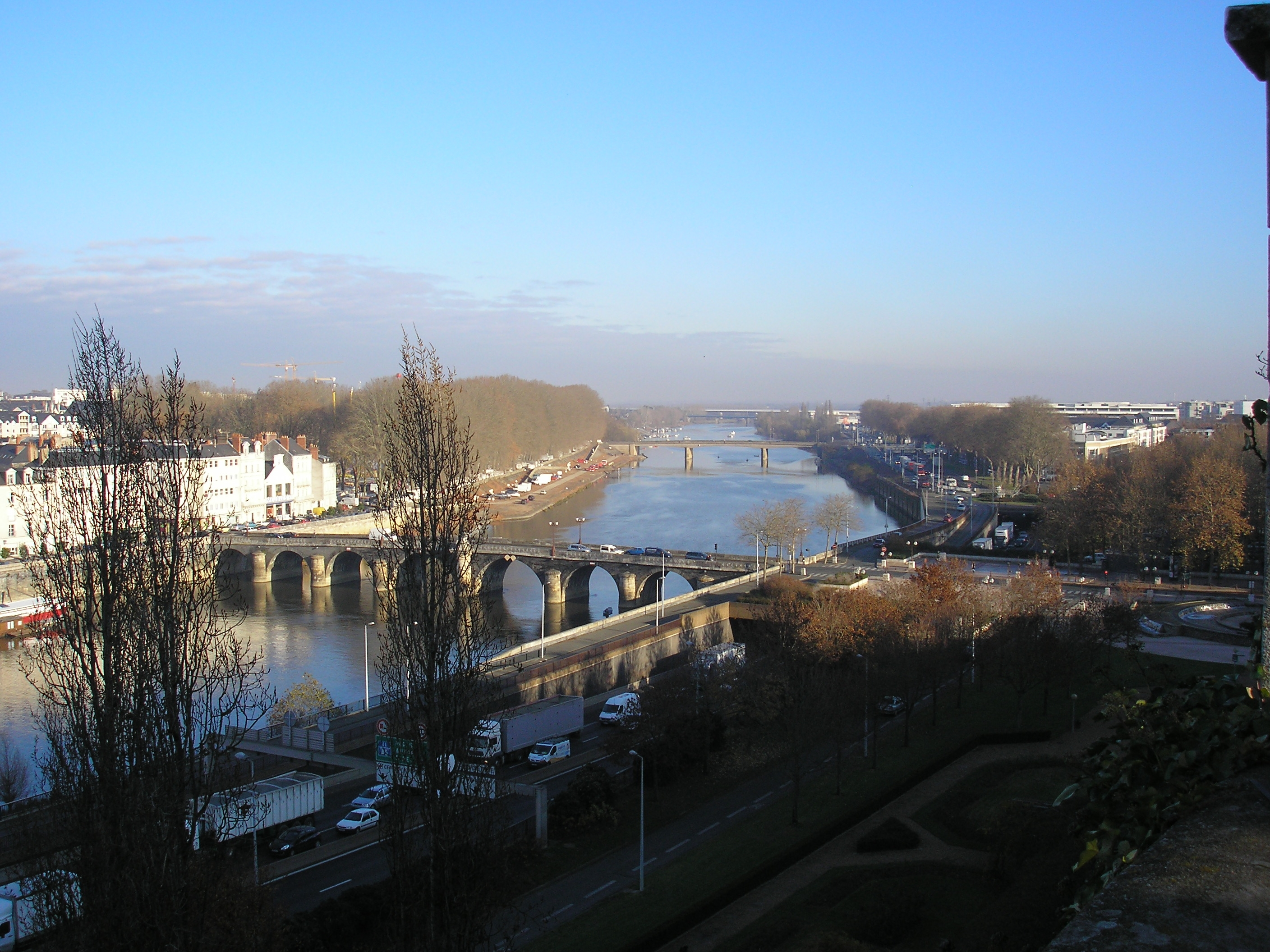
Vue d'ensemble
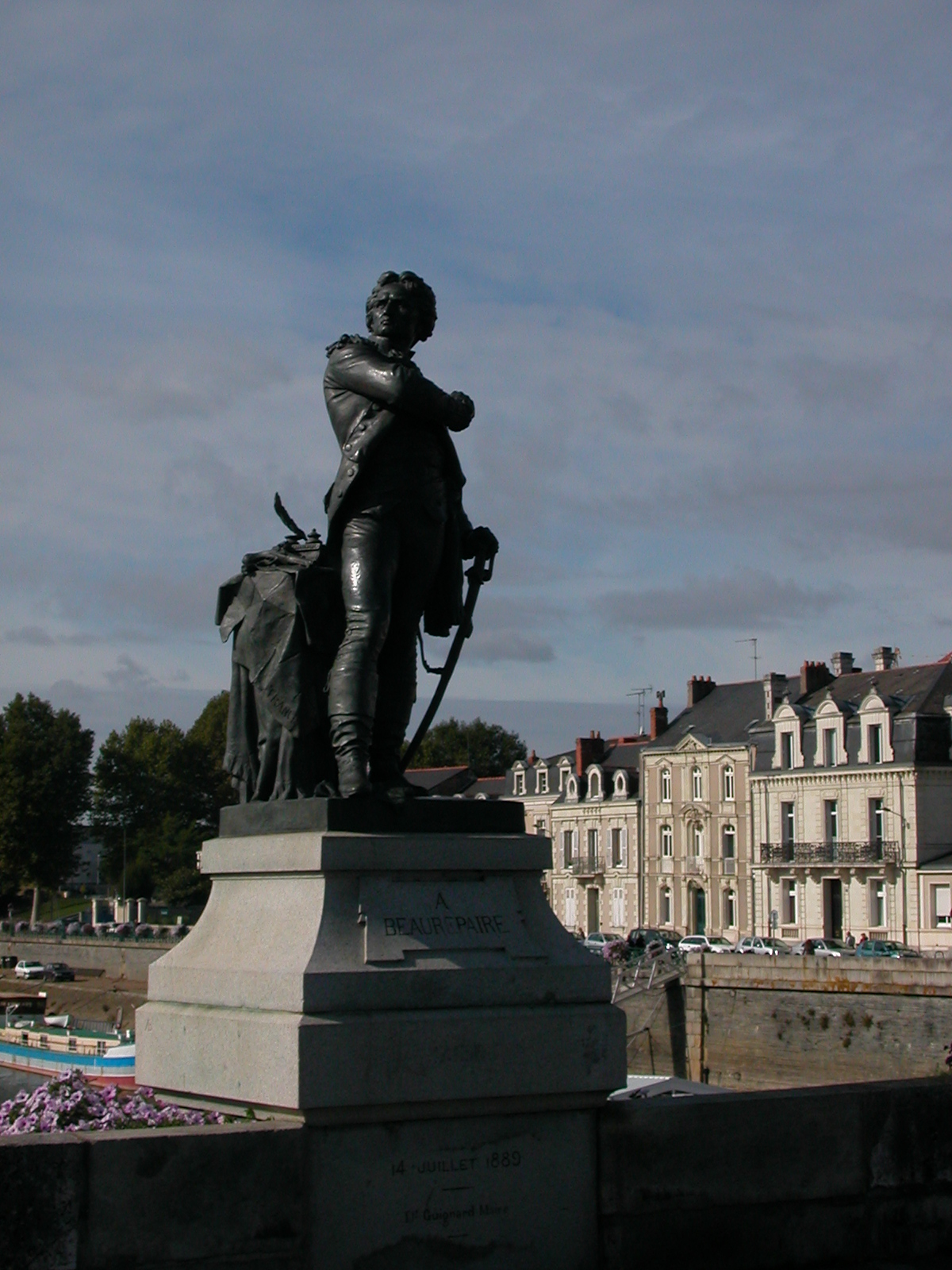
Statue de Nicolas-Joseph Beaurepaire
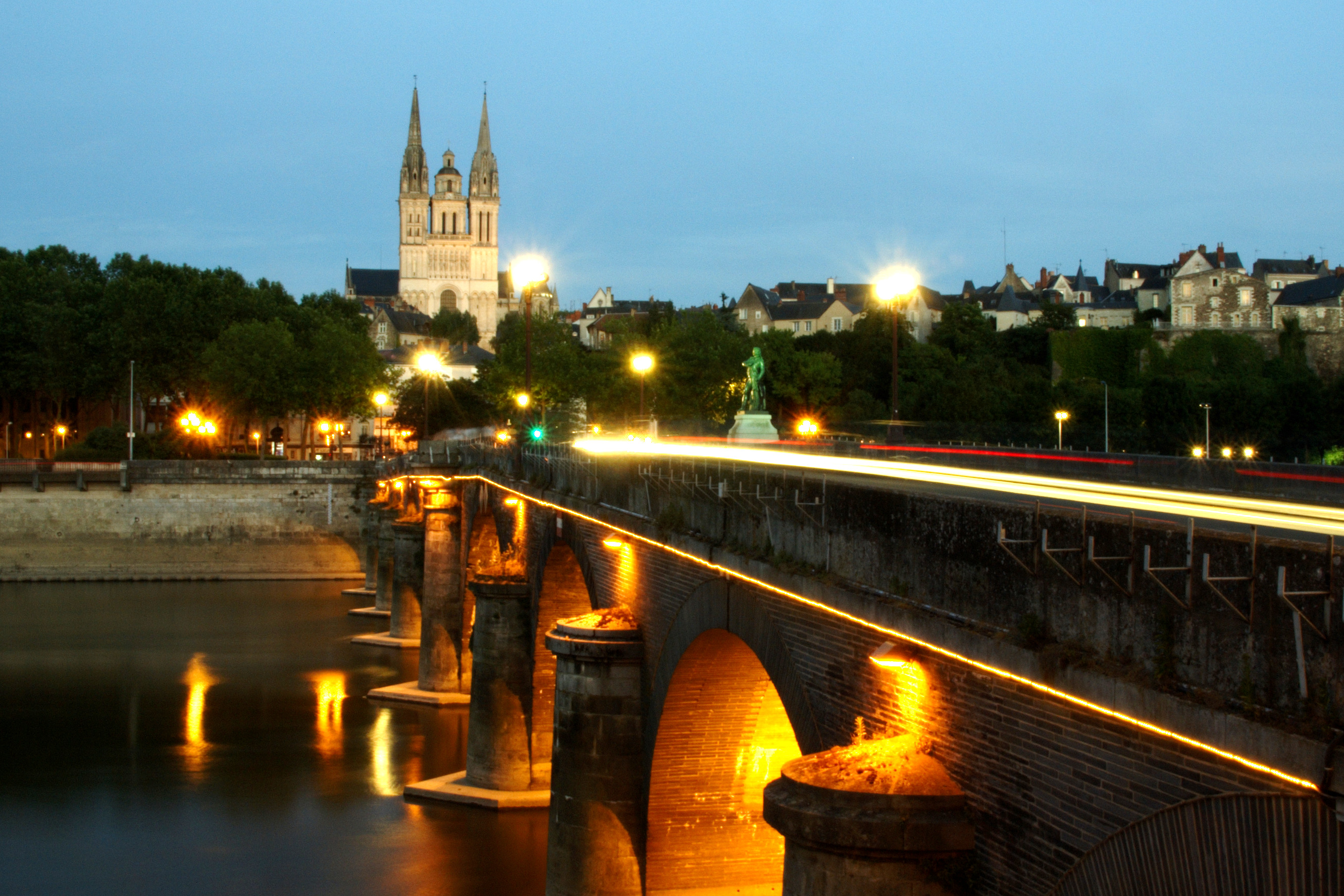
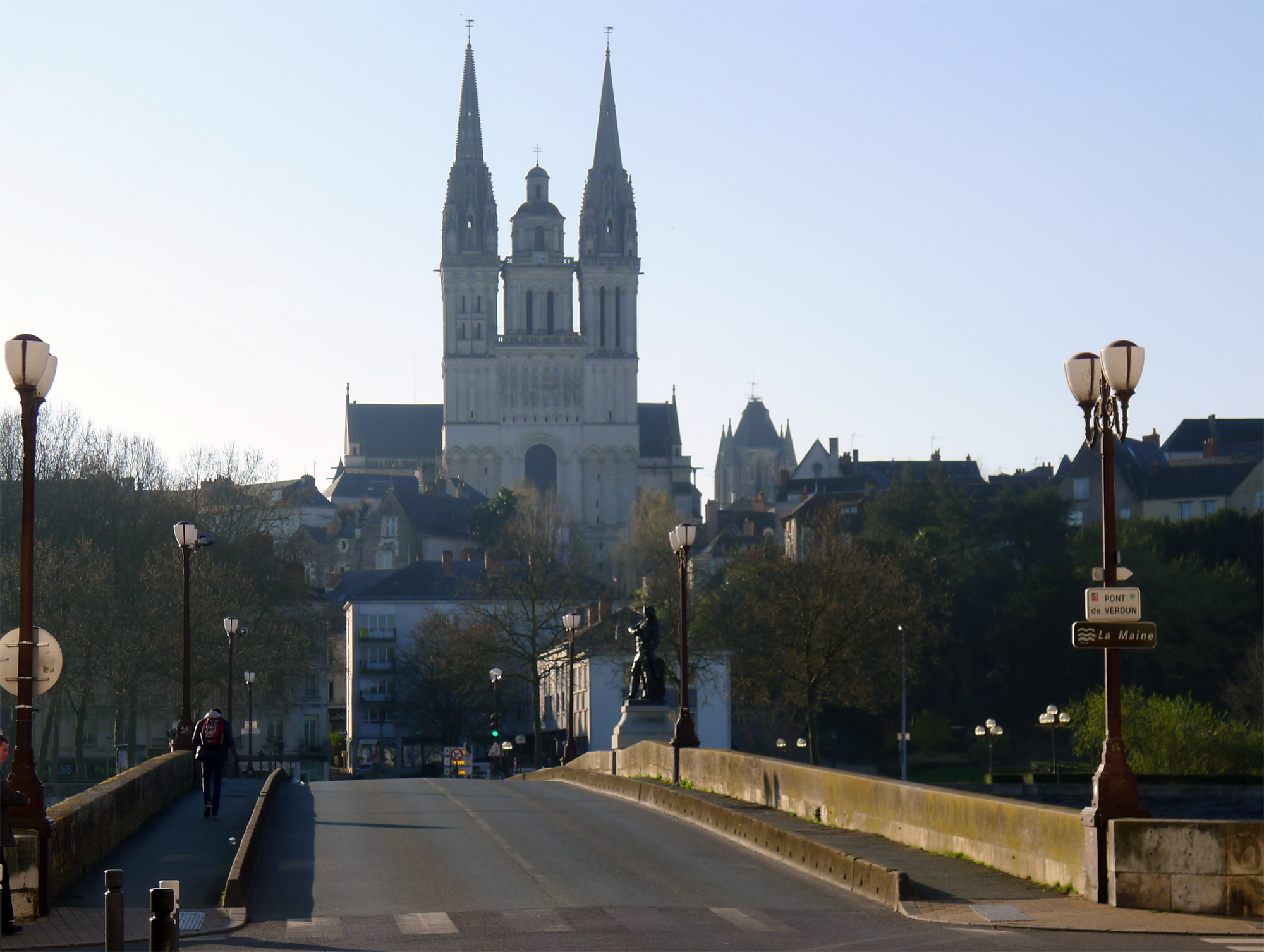
Pont de Verdun avec la cathédrale Saint-Maurice en arrière-plan.
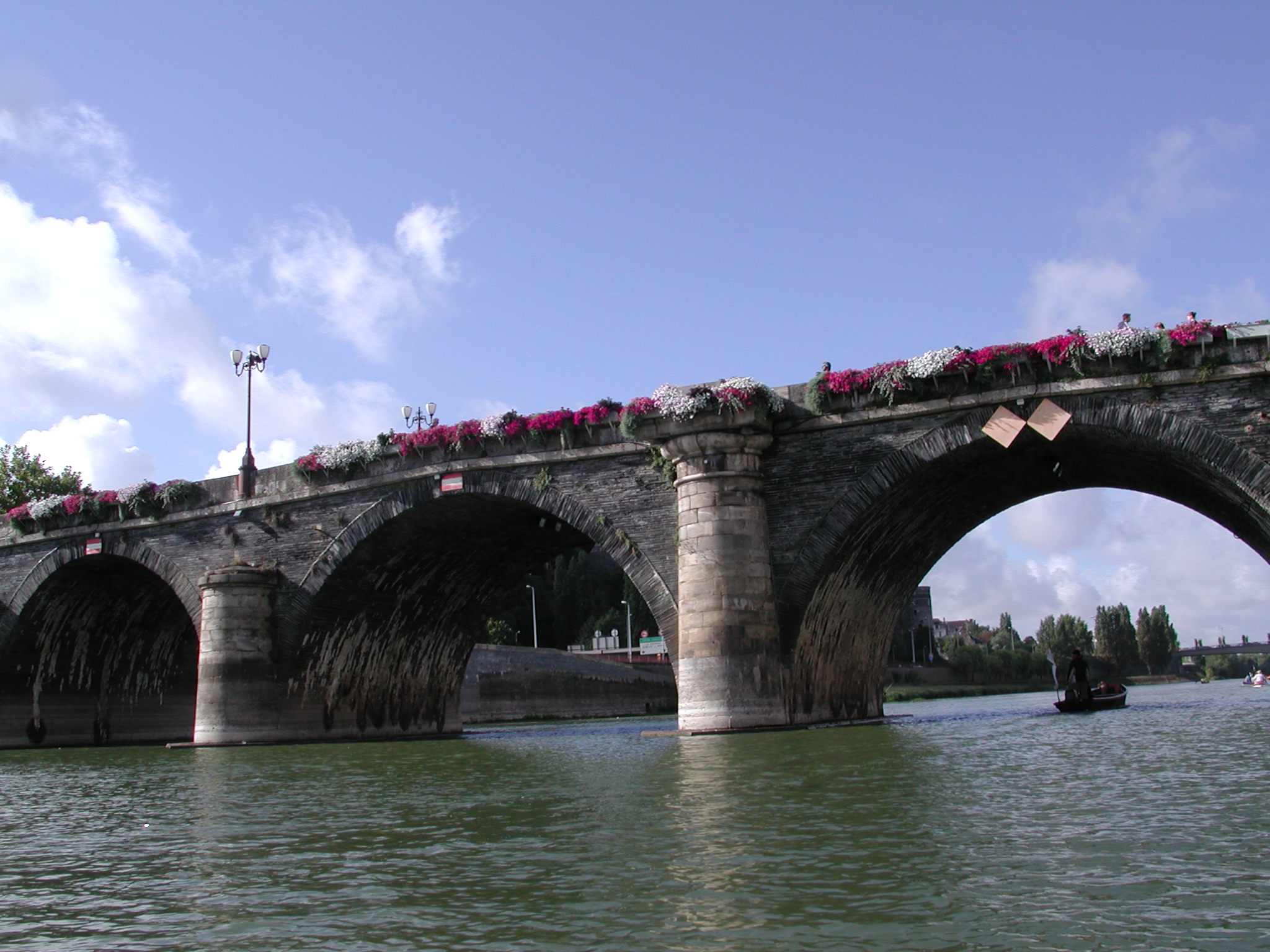
Vue de bateau sur la Maine